# Archimandrita

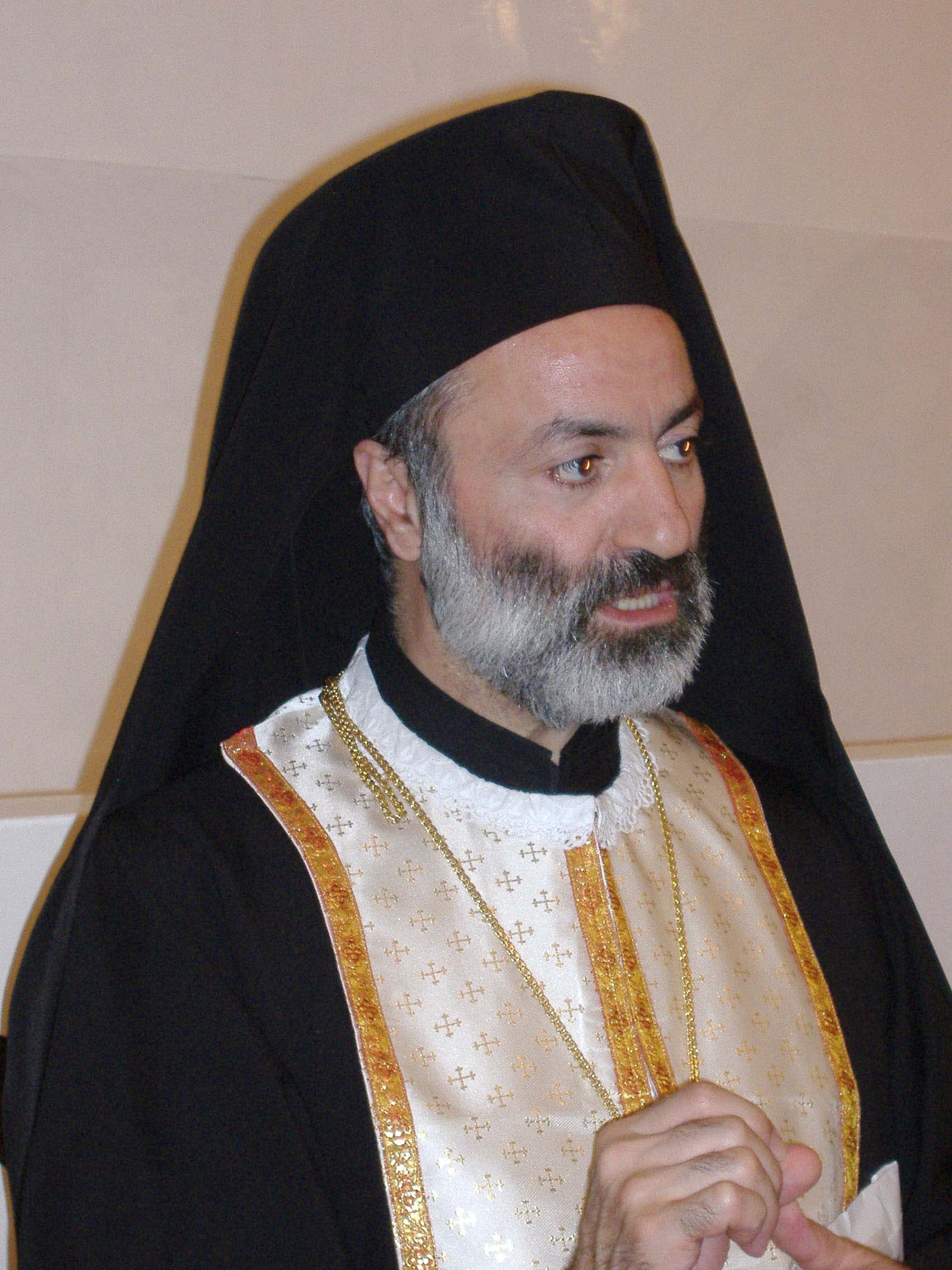
L'archimandrita melchita Mtanios Haddad, B.S., già rettore della basilica di Santa Maria in Cosmedin a Roma

L'archimandrìta è il superiore in un monastero, oppure di una congregazione, nelle Chiese cristiane orientali sia ortodosse che greco-cattoliche; in particolare il titolo è in uso nelle chiese di tradizione bizantina. In quanto superiore di monastero, tale posizione è simile a quella di igumeno.

## Storia
La parola deriva dal greco ἀρχιμανδρίτης (archimandrìtes), composto di ἀρχή (archè), che significa "principio", "sostanza", "primato", "comando", e μάνδρα (màndra), cioè "ovile", "gregge" ma anche "recinto"; la parola quindi si rifà all'immagine del buon pastore ed è utilizzata in modo proprio quando ci si riferisce a grandi comunità di monaci. Tra questi ricordiamo famosi archimandriti santi quali, a solo titolo esemplificativo, San Sofronio Sakharov  e San Saba. 
Anche il primo biografo di San Nicola di Bari fu un archimandrita: Michele.
In epoca più moderna, il conferimento dell'archimandritato è utilizzato prevalentemente come titolo onorifico.

## Gli archimandriti della Chiesa ortodossa in Italia
Hanno il titolo di archimandrita alcuni dei più stretti collaboratori nel governo delle due diocesi aventi attualmente la loro sede in Italia per le chiese ortodosse: la Sacra Arcidiocesi d'Italia ed esarcato per l'Europa meridionale del Patriarcato di Costantinopoli con sede in Venezia, la Diocesi ortodossa romena d'Italia.  e l'amministrazione della Chiesa ortodossa russa in Italia.

## Gli archimandriti della Chiesa cattolica in Italia

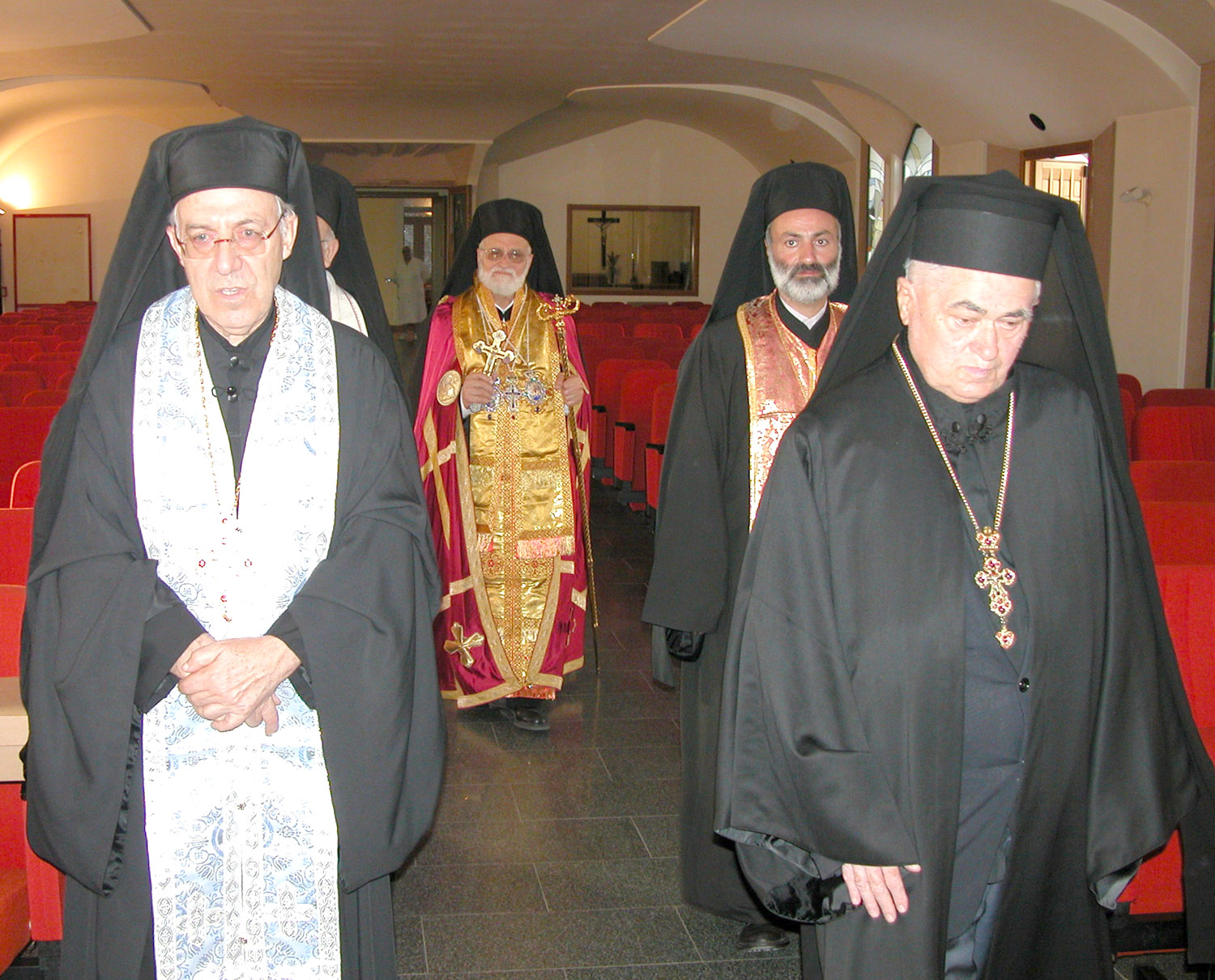
Il patriarca emerito melkita-cattolico Gregorio III (al centro della foto) con alcuni archimandriti, in visita al centro di spiritualità del Santuario di Santa Maria del Fonte presso Caravaggio, l'11 settembre 2008; da sinistra: Riccardo Alessandrini, Mtanios Haddad, Alessandro Rudi.

Essendo presenti in Italia tre circoscrizioni ecclesiastiche cattoliche di rito orientale -  Eparchia di Lungro, Eparchia di Piana degli Albanesi e Abbazia territoriale di Santa Maria di Grottaferrata - vi sono presbiteri insigniti del titolo di archimandrita, in particolare i vicari generali o altri prelati delle due eparchie. Particolare importanza nella tradizione cattolica orientale italiana ha l'archimandrita esarca dell'abbazia territoriale di Santa Maria di Grottaferrata, unica abbazia di rito greco presente sul territorio nazionale.
Esistono in Italia alti prelati che conservano l'antico titolo di archimandrita, come per esempio il patriarca di Venezia e l'arcivescovo metropolita di Messina-Lipari-Santa Lucia del Mela, che assomma nella sua persona anche il titolo di archimandrita del Santissimo Salvatore. 
I patriarchi orientali, anche cattolici, eccezionalmente hanno conferito il titolo di archimandrita a sacerdoti latini molto vicini all'Oriente, per studi, liturgia o impegno caritativo, sempre con il consenso scritto dei loro vescovi. La dignità ecclesiastica di archimandrita è conferita con il rito della chirotesia (equivalente, in occidente, alla benedizione abbaziale), direttamente dalle mani del patriarca o di un suo delegato.
Il compito di chi riceve questa ordinazione è quello di creare ponti verso l'Oriente cristiano.
Esempio di fede e scienza liturgica orientale è stato l'archimandrita Enrico Rodolfo Galbiati (Giussano, 4 febbraio 1914 - Verano Brianza 4 marzo 2004), presbitero dell'arcidiocesi di Milano, già prefetto della biblioteca Ambrosiana.

### Archimandriti melchiti
Appartenenti al patriarcato della Chiesa cattolica greco-melchita sono gli archimandriti Mtanios Haddad B.S. e Chihade Abboud, rettore della basilica di Santa Maria in Cosmedin a Roma, apocrisario (rappresentante) patriarcale presso la Santa Sede.
Vi sono poi sacerdoti della Chiesa latina che hanno ricevuto la chirotesia archimandritale dalle mani del patriarca melchita Gregorio III:
- Riccardo Alessandrini (1941-2016);
- Virginio Fogliazza (1932-2012);
- Renzo Francalanci (1935-2021)[12], rettore del santuario della Madonna del Giglio di Prato;
- Alessandro Rudi (1928-2017);
- Luca Franceschini, del capitolo dei canonici della Cattedrale di Massa;
- Antonio Innocenti, di Cairate (VA);
- Emiliano Redaelli, Barnabita, rettore della Chiesa di san Luca di Cremona;[13]

L'unico archimandrita melchita mitrato benedetto dal patriarca Maximos V negli anni novanta, è stato don Ferdinando Mariotti (1933-2021), dell'arcidiocesi di Ferrara-Comacchio, ex-rettore della chiesa di San Domenico; .

## Nella letteratura
Nella Divina Commedia Dante Alighieri chiama "archimandrita" Francesco d'Assisi, in quanto fondatore di un ordine religioso, quello dei francescani, quindi grande guida spirituale: "...di seconda corona redimita / fu per Onorio da l'Etterno Spiro / la santa voglia d'esto archimandrita" (Paradiso - Canto undicesimo, vv. 97-99).